# Stableford
Pour les articles homonymes, voir Stableford (homonymie).
Le Stableford est l'une des méthodes de décompte des points lors d'une partie de golf. Ce système est conçu pour éliminer les extrêmes, et donc ne pas trop pénaliser un débutant qui raterait complètement un coup.

## Historique
La méthode Stableford connue et jouée dans le monde entier a été inventée par le Docteur Frank Stableford (Wallasey Golf Club et Royal Liverpool Golf Club) en 1898. Mais ce ne fut que le 16 mai 1932 que la première compétition en Stableford a été jouée sur le Wallasey Links.

## Description
Au golf, chaque trou possède un « PAR » (de l'anglais : Pro Average Result soit le resultat moyen des pros), qui correspond au nombre de coups idéal pour accomplir le trou en question.
En jouant en Stableford, un joueur reçoit :
- 5 points s'il a joué trois coups en dessous du PAR (albatros);
- 4 points s'il a joué deux coups en dessous du PAR  (eagle) ;
- 3 points s'il a joué un coup en dessous du PAR  (birdie) ;
- 2 points s'il a joué le PAR  ;
- 1 point s'il a joué un coup au-dessus du PAR  (bogey) ;
- 0 point s'il a joué deux ou plusieurs coups au-dessus du PAR  (double bogey).

Ainsi il n'est pas attribué de points négatifs. De plus ce principe de comptage permet à un joueur, dès qu'il a atteint le stade où il ne peut plus avoir de points, de relever sa balle. Ce principe de jeu permet que les trous "catastrophes" ne soient pas pris en compte et évite de ralentir la partie.
Au début d'une partie un joueur peut, en fonction de son index (ie : classement), se voir rendre des coups. Ceci permet d'équilibrer les scores entre joueurs de niveau différent. Ainsi si un joueur a 2 coups reçus sur un trou, ses points Stableford seront les suivants:
- 5 points s'il a joué un coup en dessous du PAR  (birdie) ;
- 4 points s'il a joué le PAR  ;
- 3 points s'il a joué un coup au-dessus du PAR  (bogey) ;
- 2 points s'il a joué deux coups au-dessus du PAR  (double bogey) ;
- 1 point s'il a joué trois coup au-dessus du PAR  (triple bogey) ;
- 0 point s'il a joué quatre (ou plus) coups au-dessus du PAR .

De manière plus générale, le décompte des points s'effectue selon la formule suivante : Point par trou = 2 + (PAR + coups rendus) - coups joués
Pour chaque trous, quelques soit l'index, on reçoit 2 points si on joue dans son ''niveau attendu''. De ce fait, pour un parcours de 18 trous, on joue à son niveau si on compatibilise 36 points à la fin de la partie. Si le score est supérieur, l'index du joueur évolue (si la compétition est reconnue par la FF Golf), si le score est inférieur, il s'agit d'une contre-performance. Selon les méthodes de calculs de l'index, ce n'est pas toujours pris en compte.  
C'est cette formule de compétition qui permet aux fédérations ou aux comités de gérer l'index des joueurs amateurs.